# Karlee Perez
Karlee Leilani Perez (Tampa (Florida), 19 april 1986) is een Amerikaans professioneel worstelaarster die, onder de ringnaam Maxine, actief was in de WWE.

## Professioneel worstelcarrière

### World Wrestling Entertainment/WWE (2009-2012)
In het najaar van 2009 ondertekende Perez een contract met de World Wrestling Entertainment (WWE). Op 1 oktober 2009 debuteerde Perez, onder de ringnaam Liviana, in FCW en verloor met Donny Marlow de gemengde tag team match van Courtney Taylor en Wes Brisco. Op 21 januari 2010 won Liviana haar eerste FCW-match nadat ze met Naomi Night en Serena Mancini de 6-women tag team match wonnen van AJ Lee, Aksana en Savannah.
Perez nam, onder de ringnaam Maxine, deel aan seizoen 3 van WWE NXT en Alicia Fox was haar "WWE Pro" (mentor). Tijdens de NXT-poll van 2 november 2010 werd Maxine geëlimineerd door de WWE fans en moest dus de NXT verlaten. Ze ging terug naar de FCW om verder te trainen en behield de ringnaam Maxine.
Op 23 augustus 2011 verscheen Maxine weer terug op NXT en versloeg AJ. Al snel ontstond er een vete tussen Maxine en AJ. In juni 2012 had Perez onenigheid met WWE over haar contract, vroeg haar ontslag en kreeg ze haar ontslag. Een dag later besloot ze dat ze voorlopig niet voor andere promotie ging worstelen.

## In het worstelen
- Finishers
  - L-Bomb (Sitout facebuster; 2008–heden)

- Managers
  - Alicia Fox
  - Aksana

- Worstelaars managed
  - Abraham Washington
  - Sweet Papi Sanchez
  - Lucky Cannon
  - Damien Sandow
  - Aksana
  - Derrick Bateman

- Entree thema's
  - "Come 'N Get It" van James Driscoll, Jonathan Slott, John Hunter Jr. en Nicholas Seeley (23 augustus 2011–heden)

## Prestaties
- Wrestling Observer Newsletter
  - Worst Worked Match of the Year (2010) vs. Kaitlyn op WWE NXT van 19 oktober